# Afro-American
El Afro-American, anteriormente Baltimore Afro-American, comúnmente conocido como The Afro, es un periódico semanal afroestadounidense publicado en Baltimore, Maryland. Es el periódico insignia de la cadena Afro-American y el periódico familiar afroamericano de más larga duración en los Estados Unidos, fundado en 1892 por John H. Murphy Sr.

## Otras lecturas
- Farrar, Hayward (21 de mayo de 1998). The Baltimore Afro-American: 1892–1950 (Contributions in Afro-American and African Studies: Contemporary Black Poets) (Hardcover) (en inglés). ISBN 0-313-30517-X. ISBN 978-0313305177.